# Зграда Епископског двора у Пожаревцу
Зграда старог Епископског двора у Пожаревцу подигнута је 1882. године у Црквеној чаршији, на ободу црквене порте чије је формирање започео Кнез Милош Обреновић изградњом Саборне цркве Светих Арханђела 1819. године. Зграда Двора представља непокретно културно добро као споменик културе.

## Стари двор
Зграда старог Двора је врло складних пропорција и репрезентативне архитектонске и уметничке обраде, а изведена је по пројекту потоњег државника, а тадашњег општинског инжењера Николе Пашића. Композиционо решење здања у целости је засновано на примени класичног принципа пуне симетрије. Својом главном фасадом зграда је окренута ка црквеној порти. У ликовно обликовном смислу, изведена је у духу класицизма са елементима неоренесансе. Њена архитектура се одликује уравнотеженим масама, мирним и складним пропорцијама и правилним ритмом и поретком. У архитектонском смислу централно фасадно поље главне фасаде наглашено је јединственом обрадом са доминантним архитектонским мотивом главног улаза изнад кога се налази балкон. 
По хоризонтали, бочне фасадне масе су рашчлањене наглашеним подеоним венцима. У ликовно обликовном смислу, дворишна и улична фасада су малтерском обрадом која имитира дубоко фуговане камене квадере, подељене на једно примарно и два секундарна поља. На угловима здања профилација је наглашена симулирањем зидања каменим квадерима.

## Нови двор
Тридесетих година 20. века почело је зидање Новог Епископског двора у порти, по пројекту чувеног српског архитекте Момира Коруновића. Спратно здање монументалних размера и резиденцијалне архитектуре, јаких кубуса и донекле тешких маса изведено је у духу српско-византијског стила. Архитекта је композиционо решење овог здања засновао на принципу пуне симетрије, сложене основе у облику ћириличног слова Е. 
Завршен пред сам почетак Другог светског рата, Нови двор никада није приведен својој намени. У послератном периоду користила га је ЈНА као Команду гарнизона, а тренутно је у поступку реституције.
У последњој деценији 20. века, завршене су реновације на истој парцели где је саграђен првобитни Епископски двор.

## Галерија
- Старија фотографија Епископског двора и Саборне цркве у Пожаревцу
- Зграда Команде гарнизона у Пожаревцу која је првобитно намењена као нови епископски двор